# گمینا نیجیتسا
گمینا نیجیتسا (به لهستانی:  Gmina Nidzica) یک گمینا در لهستان است که در شهرستان نیجیتسا واقع شده‌است. گمینا نیجیتسا ۳۷۸٫۸۸ کیلومتر مربع مساحت و ۲۱٬۴۸۵ نفر جمعیت دارد.